# لیندا جو ریزو
لیندا جو ریزو (انگلیسی: Linda Jo Rizzo؛ زادهٔ ۱ آوریل ۱۹۵۵) یک موسیقی‌دان اهل ایالات متحده آمریکا است.